# Paramartinsia
Paramartinsia is een kevergeslacht uit de familie van de boktorren (Cerambycidae). De wetenschappelijke naam van het geslacht werd voor het eerst geldig gepubliceerd in 2005 door Martins & Galileo.

## Soorten
Paramartinsia is monotypisch en omvat slechts de volgende soort:
- Paramartinsia quadrimaculata Martins & Galileo, 2005